# Wereldkampioenschappen judo 1995
De wereldkampioenschappen judo 1995 waren de achttiende editie van de wereldkampioenschappen judo en werden gehouden in Chiba, Japan van donderdag 28 september tot en met zondag 1 oktober 1995. 

## Resultaten

### Mannen
| Gewichtsklasse | Goud              | Zilver              | Brons                              |
| -------------- | ----------------- | ------------------- | ---------------------------------- |
| – 60 kg        | Nikolai Ojeguine  | Giorgi Vazagashvili | Ryuji Sonoda Natik Bagirov         |
| – 65 kg        | Udo Quellmalz     | Yukimasa Nakamura   | Bektaş Demirel Kim Dae-Ik          |
| – 71 kg        | Daisuke Hideshima | Kwak Dae-sung       | Diego Brambilla Jimmy Pedro        |
| – 78 kg        | Toshihiko Koga    | Oren Smadja         | Djamel Bouras Patick Reiter        |
| – 86 kg        | Jeon Ki-Young     | Hidehiko Yoshida    | Nicolas Gill Oleg Maltsev          |
| – 95 kg        | Paweł Nastula     | Dmitri Sergeyev     | Stéphane Traineau Shigeru Okaizumi |
| + 95 kg        | David Douillet    | Frank Möller        | Davit Chachaleisjvili Naoya Ogawa  |
| Open           | David Douillet    | Sergey Kossorotov   | Shinichi Shinohara Selim Tataroğlu |

### Vrouwen
| Onderdeel | Goud                 | Zilver           | Brons                                     |
| --------- | -------------------- | ---------------- | ----------------------------------------- |
| – 48 kg   | Ryoko Tamura         | Li Aiyue         | Amarilis Savón Małgorzata Roszkowska      |
| – 52 kg   | Marie-Claire Restoux | Carolina Mariani | Legna Verdecia Sharon Rendle              |
| – 56 kg   | Driulis González     | Jung Sun-Yong    | Danielle Zangrando Filipa Cavalleri       |
| – 61 kg   | Jung Sung-Sook       | Jenny Gal        | Gella Vandecaveye Catherine Fleury-Vachon |
| – 66 kg   | Cho Min-sun          | Odalis Revé      | Aneta Szczepańska Liliko Ogasawara        |
| – 72 kg   | Diadenis Luna        | Ulla Werbrouck   | Tetyana Belajeva Yoko Tanabe              |
| + 72 kg   | Angelique Seriese    | Ying Zhang       | Daima Beltrán Shon Hyun-Me                |
| Open      | Monique van der Lee  | Sun Fuming       | Lee Hyun-Kyung Estela Rodríguez           |

## Medaillespiegel
| Plaats | Land                | Goud | Zilver | Brons | Totaal |
| 1      | Japan               | 3    | 2      | 5     | 10     |
| 2      | Zuid-Korea          | 3    | 2      | 3     | 8      |
| 3      | Frankrijk           | 3    | 0      | 3     | 6      |
| 4      | Cuba                | 2    | 1      | 4     | 7      |
| 5      | Nederland           | 2    | 1      | 0     | 3      |
| 6      | Rusland             | 1    | 2      | 1     | 4      |
| 7      | Duitsland           | 1    | 1      | 0     | 2      |
| 8      | Polen               | 1    | 0      | 2     | 3      |
| 9      | China               | 0    | 3      | 0     | 3      |
| 10     | België              | 0    | 1      | 1     | 2      |
| 10     | Georgië             | 0    | 1      | 1     | 2      |
| 12     | Argentinië          | 0    | 1      | 0     | 1      |
| 12     | Israël              | 0    | 1      | 0     | 1      |
| 14     | Turkije             | 0    | 0      | 2     | 2      |
| 14     | Verenigde Staten    | 0    | 0      | 2     | 2      |
| 16     | Oostenrijk          | 0    | 0      | 1     | 1      |
| 16     | Wit-Rusland         | 0    | 0      | 1     | 1      |
| 16     | Brazilië            | 0    | 0      | 1     | 1      |
| 16     | Canada              | 0    | 0      | 1     | 1      |
| 16     | Verenigd Koninkrijk | 0    | 0      | 1     | 1      |
| 16     | Italië              | 0    | 0      | 1     | 2      |
| 16     | Portugal            | 0    | 0      | 1     | 1      |
| 16     | Oekraïne            | 0    | 0      | 1     | 1      |
| Totaal | Totaal              | 16   | 16     | 32    | 64     |